# Frederik III van Pruisen
Frederik Willem Nicolaas Karel van Pruisen, Duits: Friedrich Wilhelm Nikolaus Karl von Preußen (Potsdam, 18 oktober 1831 – aldaar, 15 juni 1888), uit het huis Hohenzollern, was van 9 maart tot 15 juni 1888, in het zogenaamde Driekeizerjaar, als Frederik III (Duits: Friedrich III.) Duitse keizer en koning van Pruisen. Hij werd binnen de familie ook wel Fritz genoemd.

## Leven
Frederik Willem (zoals hij voor zijn troonsbestijging bekendstond) was de zoon van Wilhelm I en Augusta van Saksen-Weimar-Eisenach, een dochter van groothertog Karel Frederik. Toen de prins student te Bonn was, overleefde hij op 21 januari 1851 een treinongeluk bij Gütersloh. Wel raakte hij lichtgewond. Hij trad in 1858 in het huwelijk met prinses Victoria van Saksen-Coburg-Gotha. Deze dochter van koningin Victoria had een grote invloed op haar echtgenoot.
Met de dood van zijn oom Frederik Willem IV werd Frederik Willems vader in 1861 koning en hijzelf kroonprins.
Frederik gold als de "liberale hoop" van Duitsland, een gezindheid die zijn positie in het conservatieve Pruisen bemoeilijkte. Hij had een slechte relatie met zijn vader Wilhelm I, diens kanselier Otto von Bismarck en zijn eigen oudste zoon, de sterk door Bismarck beïnvloede latere Wilhelm II.
Frederik was in 1862 bijna koning van Pruisen geworden toen zijn vader dreigde met aftreden, omdat het Pruisische parlement zijn legerhervormingsplannen niet goedkeurde. Na lang aarzelen besloot Wilhelm niet af te treden en tevens Bismarck tot minister-president te benoemen om de constitutionele crisis op te lossen. Hierna volgde het land een conservatieve koers. Frederik schikte zich schijnbaar in zijn rol; hij bekleedde hoge commandoposten in de Oostenrijks-Pruisische Oorlog (1866) en de Frans-Duitse Oorlog (1870-1871). Hij werd in 1871 met een bijzonder Grootkruis van het IJzeren Kruis en de Orde "Pour le Mérite" onderscheiden. In 1878 kwam het koningschap (en nu ook het keizerschap) opnieuw dichtbij toen Wilhelm I bij een aanslag zwaargewond raakte. Van juni tot december 1878 trad de kroonprins op als regent van Pruisen en het Duitse Rijk. Omdat Frederik meende dat hij van zijn nader en van Bismarck geen enkele speelruimte kreeg, verviel hij in lethargie en depressies.
In november 1887 openbaarde zich bij de kroonprins, die een zware roker was, keelkanker. Conflicten tussen zijn Duitse en Engelse artsen maakten een adequate behandeling, voor zover toen beschikbaar, onmogelijk en toen Frederiks strottenhoofd uiteindelijk operatief werd verwijderd in februari 1888 was de kanker al uitgezaaid. Frederik kon na de operatie niet meer spreken en toen hij na de dood van zijn vader Wilhelm I de troon besteeg op 9 maart 1888, was hij reeds terminaal ziek; 99 dagen later stierf hij. Hij werd op 15 juni van dat jaar opgevolgd door zijn oudste zoon Wilhelm II.

## Speculaties
Er wordt nog steeds gespeculeerd of Frederik, als hij langer aan de macht had kunnen blijven, of eerder de troon had overgenomen van zijn conservatieve vader, de geschiedenis van de monarchie, het keizerrijk en later de wereld een andere koers had kunnen geven. De ideeën van Frederik waren diffuus. Hij bleef zwalken tussen conservatisme en meer progressieve opvattingen. Hij had sympathie voor de liberale ideeën die door zijn vader werden veracht. Zijn echtgenote Victoria, die op intellectueel gebied haar echtgenoot overheerste, was opgegroeid met de liberale ideeën en het parlementaire bestel van Groot-Brittannië. In tegenstelling tot zijn vader omarmde Frederik ook het Duits nationalisme. Hij had in Bonn gestudeerd bij Ernst Moritz Arndt en Friedrich Christoph Dahlmann, twee leiders van de nationale beweging. Maar Frederik was ook een militarist. Bovendien werd Frederik geplaagd door depressies. Staatsminister Albrecht von Stosch omschreef Frederik als een persoon met "armzaligheid van geest en gebrek aan daadkracht". 
Veel tijdgenoten en latere historici zagen in de persoon van Frederik III een gemiste mogelijkheid voor een alternatieve toekomst voor Duitsland. Friedrich Nietsche omschreef zijn dood als een "grote doorslaggevende ramp voor Duitsland". Ook Thomas Nipperdey onderschreef deze theorie. Historici Otto Hintze en Heinrich August Winkler betwijfelden deze stelling en stelden dat Frederik noch een parlementair stelsel wilde, noch het militaire karakter van de Pruisische staat wilde veranderen. Het is trouwens maar de vraag of een langer regerende liberale Frederik in zijn eentje veel aan de status quo had kunnen veranderen. De bestuurlijke elite van Pruisen c.q. Duitsland was door en door conservatief. Voor minder autoritair optreden was aanvankelijk weinig ruimte, hoewel dit na het vertrek van Bismarck wel enigszins veranderde.

## Nummering
Frederik Willem noemde zich zowel in zijn hoedanigheid van koning van Pruisen als in die van Duits keizer Frederik III. Aanvankelijk had hij zich in aansluiting op de telling van de keizers van het Heilige Roomse Rijk Frederik IV willen noemen (Frederik III regeerde 1452-1493), maar Bismarck ontraadde hem dit. Hierop besloot hij met de naam Frederik III aan te knopen bij de nummering van de koningen van Pruisen, Frederik II de Grote regeerde van 1740 tot 1786.

## Onderscheidingen
Op 25 augustus 1878 werd Frederik in de Nederlandse Militaire Willems-Orde opgenomen. Aanleiding was, zo blijkt uit de inscriptie "Wilhelm III. König der Niederlande / bei der Vermählung der Prinzessin Marie von Preussen / und Prinz Heinrich der Niederlande. / Potsdam, am 24. August 1878." op zijn in Berlijn in het Zeughaus bewaarde ster, een dynastiek huwelijk.

## Kinderen
Frederik en Victoria hadden de volgende kinderen:
| Naam                                                        | Afbeelding | Geboren           | Overleden        | Huwelijk |
| ----------------------------------------------------------- | ---------- | ----------------- | ---------------- | --- |
| Wilhelm Koning van Pruisen, Duits Keizer                    |            | 27 januari 1859   | 4 juni 1941      | Huwde in 1881 Augusta Victoria van Sleeswijk-Holstein-Sonderburg-Augustenburg. Werd vader van kroonprins Wilhelm en hertogin Victoria Louise van Brunswijk.                                  |
| Charlotte Prinses van Pruisen Hertogin van Saksen-Meiningen |            | 24 juli 1860      | 1 oktober 1919   | Huwde in 1878 met de latere hertog Bernhard III van Saksen-Meiningen. |
| Hendrik Prins van Pruisen                                   |            | 14 augustus 1862  | 20 april 1929    | Huwde in 1888 Irene van Hessen-Darmstadt. |
| Sigismund Prins van Pruisen                                 |            | 15 september 1864 | 18 juni 1866     | |
| Victoria Prinses van Schaumburg-Lippe                       |            | 12 april 1866     | 13 november 1929 | Wilde zich verloven met vorst Alexander I van Bulgarije. Huwde in 1890 met Adolf van Schaumburg-Lippe.                                                                                       |
| Waldemar Prins van Pruisen                                  |            | 10 februari 1868  | 27 maart 1879    | Bleef ongehuwd. |
| Sophie Koningin der Hellenen                                |            | 14 juni 1870      | 13 januari 1932  | Huwde in 1889 Constantijn I van Griekenland. Zonen George, Alexander en Paul werden koning der Hellenen. Dochter Helena werd koningin van Roemenië. Dochter Irene werd koningin van Kroatië. |
| Margaretha Koningin van Finland                             |            | 22 april 1872     | 22 januari 1954  | Huwde in 1893 Frederik Karel van Hessen. |

### Kwartierstaat
| Frederik Willem II van Pruisen (1744-1797) | Frederik Willem II van Pruisen (1744-1797) | Frederik Willem II van Pruisen (1744-1797) | Frederik Willem II van Pruisen (1744-1797) | Frederik Willem II van Pruisen (1744-1797)  | Frederik Willem II van Pruisen (1744-1797)  | Frederika van Hessen-Darmstadt (1751-1805)  | Frederika van Hessen-Darmstadt (1751-1805)  | Frederika van Hessen-Darmstadt (1751-1805)  | Frederika van Hessen-Darmstadt (1751-1805)  | Frederika van Hessen-Darmstadt (1751-1805) | Frederika van Hessen-Darmstadt (1751-1805) |                                     |                                     | Karel II van Mecklenburg-Strelitz (1741-1816) | Karel II van Mecklenburg-Strelitz (1741-1816) | Karel II van Mecklenburg-Strelitz (1741-1816) | Karel II van Mecklenburg-Strelitz (1741-1816) | Karel II van Mecklenburg-Strelitz (1741-1816) | Karel II van Mecklenburg-Strelitz (1741-1816) | Frederika Caroline Louise van Hessen-Darmstadt (1752–1782) | Frederika Caroline Louise van Hessen-Darmstadt (1752–1782) | Frederika Caroline Louise van Hessen-Darmstadt (1752–1782) | Frederika Caroline Louise van Hessen-Darmstadt (1752–1782) | Frederika Caroline Louise van Hessen-Darmstadt (1752–1782) | Frederika Caroline Louise van Hessen-Darmstadt (1752–1782) |  |  | Karel August van Saksen-Weimar-Eisenach (1757-1828) | Karel August van Saksen-Weimar-Eisenach (1757-1828) | Karel August van Saksen-Weimar-Eisenach (1757-1828) | Karel August van Saksen-Weimar-Eisenach (1757-1828) | Karel August van Saksen-Weimar-Eisenach (1757-1828)   | Karel August van Saksen-Weimar-Eisenach (1757-1828)   | Louise van Hessen-Darmstadt (1757-1830)               | Louise van Hessen-Darmstadt (1757-1830)               | Louise van Hessen-Darmstadt (1757-1830)               | Louise van Hessen-Darmstadt (1757-1830)               | Louise van Hessen-Darmstadt (1757-1830)        | Louise van Hessen-Darmstadt (1757-1830)        |                                                |                                                | Paul I van Rusland (1754-1801)                 | Paul I van Rusland (1754-1801)                 | Paul I van Rusland (1754-1801)         | Paul I van Rusland (1754-1801)         | Paul I van Rusland (1754-1801)         | Paul I van Rusland (1754-1801)         | Sophia Dorothea Augusta Louisa van Württemberg (1759-1828) | Sophia Dorothea Augusta Louisa van Württemberg (1759-1828) | Sophia Dorothea Augusta Louisa van Württemberg (1759-1828) | Sophia Dorothea Augusta Louisa van Württemberg (1759-1828) | Sophia Dorothea Augusta Louisa van Württemberg (1759-1828) | Sophia Dorothea Augusta Louisa van Württemberg (1759-1828) |  |  |  |  |  |  |  |  |  |  |  |  |  |  |  |  |  |  |  |  |  |  |  |  |  |  |  |  |  |  |  |  |  |  |  |  |  |  |  |  |  |  |  |  |  |  |  |  |
| Frederik Willem II van Pruisen (1744-1797) | Frederik Willem II van Pruisen (1744-1797) | Frederik Willem II van Pruisen (1744-1797) | Frederik Willem II van Pruisen (1744-1797) | Frederik Willem II van Pruisen (1744-1797)  | Frederik Willem II van Pruisen (1744-1797)  | Frederika van Hessen-Darmstadt (1751-1805)  | Frederika van Hessen-Darmstadt (1751-1805)  | Frederika van Hessen-Darmstadt (1751-1805)  | Frederika van Hessen-Darmstadt (1751-1805)  | Frederika van Hessen-Darmstadt (1751-1805) | Frederika van Hessen-Darmstadt (1751-1805) |                                     |                                     | Karel II van Mecklenburg-Strelitz (1741-1816) | Karel II van Mecklenburg-Strelitz (1741-1816) | Karel II van Mecklenburg-Strelitz (1741-1816) | Karel II van Mecklenburg-Strelitz (1741-1816) | Karel II van Mecklenburg-Strelitz (1741-1816) | Karel II van Mecklenburg-Strelitz (1741-1816) | Frederika Caroline Louise van Hessen-Darmstadt (1752–1782) | Frederika Caroline Louise van Hessen-Darmstadt (1752–1782) | Frederika Caroline Louise van Hessen-Darmstadt (1752–1782) | Frederika Caroline Louise van Hessen-Darmstadt (1752–1782) | Frederika Caroline Louise van Hessen-Darmstadt (1752–1782) | Frederika Caroline Louise van Hessen-Darmstadt (1752–1782) |  |  | Karel August van Saksen-Weimar-Eisenach (1757-1828) | Karel August van Saksen-Weimar-Eisenach (1757-1828) | Karel August van Saksen-Weimar-Eisenach (1757-1828) | Karel August van Saksen-Weimar-Eisenach (1757-1828) | Karel August van Saksen-Weimar-Eisenach (1757-1828)   | Karel August van Saksen-Weimar-Eisenach (1757-1828)   | Louise van Hessen-Darmstadt (1757-1830)               | Louise van Hessen-Darmstadt (1757-1830)               | Louise van Hessen-Darmstadt (1757-1830)               | Louise van Hessen-Darmstadt (1757-1830)               | Louise van Hessen-Darmstadt (1757-1830)        | Louise van Hessen-Darmstadt (1757-1830)        |                                                |                                                | Paul I van Rusland (1754-1801)                 | Paul I van Rusland (1754-1801)                 | Paul I van Rusland (1754-1801)         | Paul I van Rusland (1754-1801)         | Paul I van Rusland (1754-1801)         | Paul I van Rusland (1754-1801)         | Sophia Dorothea Augusta Louisa van Württemberg (1759-1828) | Sophia Dorothea Augusta Louisa van Württemberg (1759-1828) | Sophia Dorothea Augusta Louisa van Württemberg (1759-1828) | Sophia Dorothea Augusta Louisa van Württemberg (1759-1828) | Sophia Dorothea Augusta Louisa van Württemberg (1759-1828) | Sophia Dorothea Augusta Louisa van Württemberg (1759-1828) |  |  |  |  |  |  |  |  |  |  |  |  |  |  |  |  |  |  |  |  |  |  |  |  |  |  |  |  |  |  |  |  |  |  |  |  |  |  |  |  |  |  |  |  |  |  |  |  |
|                                            |                                            |                                            |                                            |                                             |                                             |                                             |                                             |                                             |                                             |                                            |                                            |                                     |                                     |                                               |                                               |                                               |                                               |                                               |                                               |                                                            |                                                            |                                                            |                                                            |                                                            |                                                            |  |  |                                                     |                                                     |                                                     |                                                     |                                                       |                                                       |                                                       |                                                       |                                                       |                                                       |                                                |                                                |                                                |                                                |                                                |                                                |                                        |                                        |                                        |                                        |                                                            |                                                            |                                                            |                                                            |                                                            |                                                            |  |  |  |  |  |  |  |  |  |  |  |  |  |  |  |  |  |  |  |  |  |  |  |  |  |  |  |  |  |  |  |  |  |  |  |  |  |  |  |  |  |  |  |  |  |  |  |  |
|                                            |                                            |                                            |                                            | Frederik Willem III van Pruisen (1770-1840) | Frederik Willem III van Pruisen (1770-1840) | Frederik Willem III van Pruisen (1770-1840) | Frederik Willem III van Pruisen (1770-1840) | Frederik Willem III van Pruisen (1770-1840) | Frederik Willem III van Pruisen (1770-1840) |                                            |                                            |                                     |                                     |                                               |                                               | Louise van Mecklenburg-Strelitz (1776-1810)   | Louise van Mecklenburg-Strelitz (1776-1810)   | Louise van Mecklenburg-Strelitz (1776-1810)   | Louise van Mecklenburg-Strelitz (1776-1810)   | Louise van Mecklenburg-Strelitz (1776-1810)                | Louise van Mecklenburg-Strelitz (1776-1810)                |                                                            |                                                            |                                                            |                                                            |  |  |                                                     |                                                     |                                                     |                                                     | Karel Frederik van Saksen-Weimar-Eisenach (1783-1853) | Karel Frederik van Saksen-Weimar-Eisenach (1783-1853) | Karel Frederik van Saksen-Weimar-Eisenach (1783-1853) | Karel Frederik van Saksen-Weimar-Eisenach (1783-1853) | Karel Frederik van Saksen-Weimar-Eisenach (1783-1853) | Karel Frederik van Saksen-Weimar-Eisenach (1783-1853) |                                                |                                                |                                                |                                                |                                                |                                                | Maria Pavlovna van Rusland (1786-1859) | Maria Pavlovna van Rusland (1786-1859) | Maria Pavlovna van Rusland (1786-1859) | Maria Pavlovna van Rusland (1786-1859) | Maria Pavlovna van Rusland (1786-1859)                     | Maria Pavlovna van Rusland (1786-1859)                     |                                                            |                                                            |                                                            |                                                            |  |  |  |  |  |  |  |  |  |  |  |  |  |  |  |  |  |  |  |  |  |  |  |  |  |  |  |  |  |  |  |  |  |  |  |  |  |  |  |  |  |  |  |  |  |  |  |  |
|                                            |                                            |                                            |                                            | Frederik Willem III van Pruisen (1770-1840) | Frederik Willem III van Pruisen (1770-1840) | Frederik Willem III van Pruisen (1770-1840) | Frederik Willem III van Pruisen (1770-1840) | Frederik Willem III van Pruisen (1770-1840) | Frederik Willem III van Pruisen (1770-1840) |                                            |                                            |                                     |                                     |                                               |                                               | Louise van Mecklenburg-Strelitz (1776-1810)   | Louise van Mecklenburg-Strelitz (1776-1810)   | Louise van Mecklenburg-Strelitz (1776-1810)   | Louise van Mecklenburg-Strelitz (1776-1810)   | Louise van Mecklenburg-Strelitz (1776-1810)                | Louise van Mecklenburg-Strelitz (1776-1810)                |                                                            |                                                            |                                                            |                                                            |  |  |                                                     |                                                     |                                                     |                                                     | Karel Frederik van Saksen-Weimar-Eisenach (1783-1853) | Karel Frederik van Saksen-Weimar-Eisenach (1783-1853) | Karel Frederik van Saksen-Weimar-Eisenach (1783-1853) | Karel Frederik van Saksen-Weimar-Eisenach (1783-1853) | Karel Frederik van Saksen-Weimar-Eisenach (1783-1853) | Karel Frederik van Saksen-Weimar-Eisenach (1783-1853) |                                                |                                                |                                                |                                                |                                                |                                                | Maria Pavlovna van Rusland (1786-1859) | Maria Pavlovna van Rusland (1786-1859) | Maria Pavlovna van Rusland (1786-1859) | Maria Pavlovna van Rusland (1786-1859) | Maria Pavlovna van Rusland (1786-1859)                     | Maria Pavlovna van Rusland (1786-1859)                     |                                                            |                                                            |                                                            |                                                            |  |  |  |  |  |  |  |  |  |  |  |  |  |  |  |  |  |  |  |  |  |  |  |  |  |  |  |  |  |  |  |  |  |  |  |  |  |  |  |  |  |  |  |  |  |  |  |  |
|                                            |                                            |                                            |                                            |                                             |                                             |                                             |                                             |                                             |                                             | Wilhelm I van Duitsland (1797-1888)        | Wilhelm I van Duitsland (1797-1888)        | Wilhelm I van Duitsland (1797-1888) | Wilhelm I van Duitsland (1797-1888) | Wilhelm I van Duitsland (1797-1888)           | Wilhelm I van Duitsland (1797-1888)           |                                               |                                               |                                               |                                               |                                                            |                                                            |                                                            |                                                            |                                                            |                                                            |  |  |                                                     |                                                     |                                                     |                                                     |                                                       |                                                       |                                                       |                                                       |                                                       |                                                       | Augusta van Saksen-Weimar-Eisenach (1811-1890) | Augusta van Saksen-Weimar-Eisenach (1811-1890) | Augusta van Saksen-Weimar-Eisenach (1811-1890) | Augusta van Saksen-Weimar-Eisenach (1811-1890) | Augusta van Saksen-Weimar-Eisenach (1811-1890) | Augusta van Saksen-Weimar-Eisenach (1811-1890) |                                        |                                        |                                        |                                        |                                                            |                                                            |                                                            |                                                            |                                                            |                                                            |  |  |  |  |  |  |  |  |  |  |  |  |  |  |  |  |  |  |  |  |  |  |  |  |  |  |  |  |  |  |  |  |  |  |  |  |  |  |  |  |  |  |  |  |  |  |  |  |
|                                            |                                            |                                            |                                            |                                             |                                             |                                             |                                             |                                             |                                             | Wilhelm I van Duitsland (1797-1888)        | Wilhelm I van Duitsland (1797-1888)        | Wilhelm I van Duitsland (1797-1888) | Wilhelm I van Duitsland (1797-1888) | Wilhelm I van Duitsland (1797-1888)           | Wilhelm I van Duitsland (1797-1888)           |                                               |                                               |                                               |                                               |                                                            |                                                            |                                                            |                                                            |                                                            |                                                            |  |  |                                                     |                                                     |                                                     |                                                     |                                                       |                                                       |                                                       |                                                       |                                                       |                                                       | Augusta van Saksen-Weimar-Eisenach (1811-1890) | Augusta van Saksen-Weimar-Eisenach (1811-1890) | Augusta van Saksen-Weimar-Eisenach (1811-1890) | Augusta van Saksen-Weimar-Eisenach (1811-1890) | Augusta van Saksen-Weimar-Eisenach (1811-1890) | Augusta van Saksen-Weimar-Eisenach (1811-1890) |                                        |                                        |                                        |                                        |                                                            |                                                            |                                                            |                                                            |                                                            |                                                            |  |  |  |  |  |  |  |  |  |  |  |  |  |  |  |  |  |  |  |  |  |  |  |  |  |  |  |  |  |  |  |  |  |  |  |  |  |  |  |  |  |  |  |  |  |  |  |  |
|                                            |                                            |                                            |                                            |                                             |                                             |                                             |                                             |                                             |                                             |                                            |                                            |                                     |                                     |                                               |                                               |                                               |                                               |                                               |                                               |                                                            |                                                            |                                                            |                                                            |                                                            |                                                            |  |  |                                                     |                                                     |                                                     |                                                     |                                                       |                                                       |                                                       |                                                       |                                                       |                                                       |                                                |                                                |                                                |                                                |                                                |                                                |                                        |                                        |                                        |                                        |                                                            |                                                            |                                                            |                                                            |                                                            |                                                            |  |  |  |  |  |  |  |  |  |  |  |  |  |  |  |  |  |  |  |  |  |  |  |  |  |  |  |  |  |  |  |  |  |  |  |  |  |  |  |  |  |  |  |  |  |  |  |  |
|                                            |                                            |                                            |                                            |                                             |                                             |                                             |                                             |                                             |                                             |                                            |                                            |                                     |                                     |                                               |                                               |                                               |                                               |                                               |                                               |                                                            |                                                            |                                                            |                                                            |                                                            |                                                            |  |  |                                                     |                                                     |                                                     |                                                     |                                                       |                                                       |                                                       |                                                       |                                                       |                                                       |                                                |                                                |                                                |                                                |                                                |                                                |                                        |                                        |                                        |                                        |                                                            |                                                            |                                                            |                                                            |                                                            |                                                            |  |  |  |  |  |  |  |  |  |  |  |  |  |  |  |  |  |  |  |  |  |  |  |  |  |  |  |  |  |  |  |  |  |  |  |  |  |  |  |  |  |  |  |  |  |  |  |  |
|                                            |                                            |                                            |                                            |                                             |                                             |                                             |                                             |                                             |                                             |                                            |                                            |                                     |                                     |                                               |                                               |                                               |                                               | Frederik III van Duitsland (1831-1888)        | Frederik III van Duitsland (1831-1888)        | Frederik III van Duitsland (1831-1888)                     | Frederik III van Duitsland (1831-1888)                     | Frederik III van Duitsland (1831-1888)                     | Frederik III van Duitsland (1831-1888)                     |                                                            |                                                            |  |  |                                                     |                                                     | Louise Marie Elisabeth van Pruisen (1831-1888)      | Louise Marie Elisabeth van Pruisen (1831-1888)      | Louise Marie Elisabeth van Pruisen (1831-1888)        | Louise Marie Elisabeth van Pruisen (1831-1888)        | Louise Marie Elisabeth van Pruisen (1831-1888)        | Louise Marie Elisabeth van Pruisen (1831-1888)        |                                                       |                                                       |                                                |                                                |                                                |                                                |                                                |                                                |                                        |                                        |                                        |                                        |                                                            |                                                            |                                                            |                                                            |                                                            |                                                            |  |  |  |  |  |  |  |  |  |  |  |  |  |  |  |  |  |  |  |  |  |  |  |  |  |  |  |  |  |  |  |  |  |  |  |  |  |  |  |  |  |  |  |  |  |  |  |  |

## Galerij

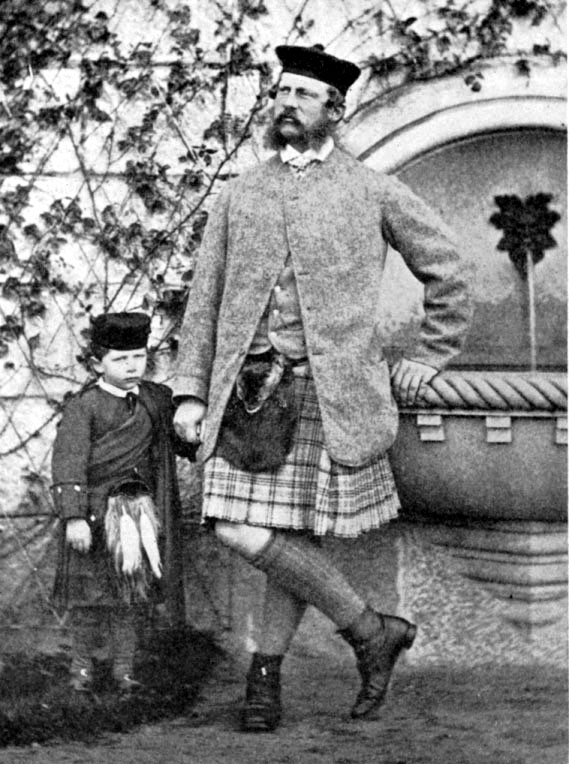
Kroonprins Frederik Willem met zijn 5-jarig zoontje Wilhelm op bezoek in Balmoral Castle (Schotland). Dit was waarschijnlijk ter gelegenheid van het huwelijk van Frederiks zwager Albert Eduard, de Prins van Wales (maart 1863).
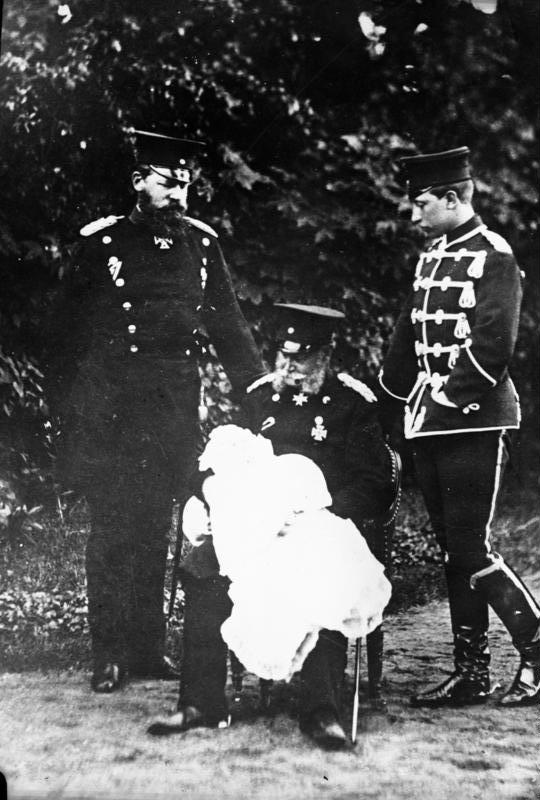
Frederik III, staande links naast zijn vader, Wilhelm I, rechts naast Wilhelm I, diens kleinzoon - de latere Wilhelm II. De oude keizer heeft zijn achterkleinzoon, Wilhelm op schoot.
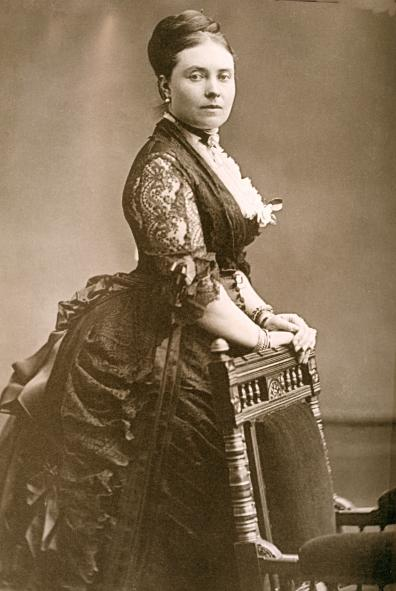
Zijn echtgenote, keizerin Victoria. Oudste kind van koningin Victoria van het Verenigd Koninkrijk.
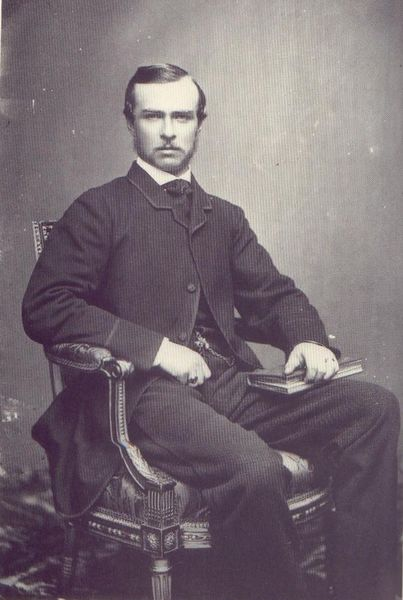
Groothertog Lodewijk IV van Hessen-Darmstadt, een goede vriend van Frederik, en de echtgenoot van prinses Alice, jongere zus van keizerin Victoria.

- Bibsys: 90594888
- Bibliothèque nationale de France: cb11343689m (data)
- Catàleg d'autoritats de noms i títols de Catalunya: 981058602656006706
- CiNii: DA04674924
- Gemeinsame Normdatei: 118535668
- International Standard Name Identifier: 0000 0000 4012 8202
- Library of Congress Control Number: n50056870
- Nationale Bibliotheek van Tsjechië: jo2013747859
- Nationale bibliotheek van Australië: 35104568
- Nationale Bibliotheek van Israël: 987007261484305171
- Nationale Bibliotheek van Polen: a0000001185583
- Nederlandse Thesaurus van Auteursnamen: 070488363
- Istituto Centrale per il Catalogo Unico: LO1V154452
- LIBRIS: 328802
- SNAC: w6765wz8
- Système universitaire de documentation: 081134983
- Trove: 827794
- Union List of Artist Names: 500238015
- Virtual International Authority File: 14227653
- WorldCat: E39PBJk8Yy9gwYpjqTVbVTRkDq

Hertogen: Albrecht · Albrecht Frederik · Johan Sigismund · George Willem · Frederik Willem · Frederik

Koningen: Frederik I · Frederik Willem I · Frederik II de Grote · Frederik Willem II · Frederik Willem III · Frederik Willem IV · Wilhelm I · Frederik III · Wilhelm II